# Боривоје Рашајски
Боривоје Н. Рашајски (Крушчица, 2. октобар 1917 — Београд, 1995) био је познати српски математичар и професор.

## Биографија
Рашајски је рођен 1917. године у Крушчици, Бела Црква (тада Вршачки срез).
Основну школу, а затим гимназију, завршио је у Вршцу, где је и матурирао 1935. године. Након завршетка средње школе, уписује Филозофски факултет Универзитета у Београду, на којем дипломира 1939. године у групи Теоријска математика Филозофског факултета у Београду. Након завршетка студија радио је као суплент, предавао математику и физику у средњим школама у Зрењанину, Подгорици, Свилајнцу, Београду, Рашкој и Вршцу.
У периоду од 1944—1945. служио је у Југословенској армији, у Алибунару.
Након изласка из војске, почео је да ради као професор гимназије у Вршцу 1945/1946, а затим као повереник за трговину и снабдевање, секретар и на крају повереник за просвету Градског народног одбора, у периоду од 1946—1949.
Године 1949. постављен је за асистента на Природно-математичком факултету Универзитета у Београду и поново изабран 1952. године.
Док је радио ка асистент, држао је вежбе из предмета Математика I и II, Аналитичке гемотрије, Теорије парцијалних једначина, Теорије обичних диференцијалних једначина, Диференцијалих једначина и из математичке физике. Након што је постао професор, држао је предавања из Математике I и II, Аналитичке гемотрије, Математичке анализе I и II, Диференцијалне једначине, а био је предавач и на специјалним курсевима на постдипломских студијама механике и физике, где је предавао Диференцијалне једначине, био предавач на специјалним курсевима и на постдопломских студијама механике и физике, односно на предметима : Диференцијалне, парцијалне и специјалне једначине, Једначине математичке физике.
На ПМФ-у је 1952. године одбранио је докторску тезу Гемотријске теорије парцијалних једначина првог реда са једном непознатом функцијом.
Природно-математичком факултету Универзитета у Београду је остао све до пензије 1980. године. Године 1954. изабран је за доцента, затим за вандредног професора 1959. године, да би 1964. године био поново изабран за вандредног професора и након тога 1966. године, изабран за редовног професора ПМФ-а.
Поред наведених функција, на ПМФу је био и продекан (1962—1964) и декан (1964—1967), као и шеф Катедре за математику, управник Одсека за математику, механику и астрономију и управник Института за математику.
Поред великог броја функција на којима је био на ПМФу, такође био је члан Савеза за научне радове Србије, сарадник и члан Савета Математичког института Српске академије наука и уметности, председник Савета Астрономске опсерваторије у Београду, секретар Савеза друштава МФА Југославије.
Поред свега, био је члан редакције часописа Математички весник, члан редакције и уредник часописа Publications de l'Institut mathematique Beograd, као и један од чланова Националног комитета за математику, Факултетског и Универзитетског комитета Савеза Комуниста.
На специјализацији био је у Паризу 1957. године, а учествовао је у раду домаћих и међународних Конгреса (Инзбрук 1960. и Ђенова 1963. године).
Одликован је орденом рада са црвеном заставом. Преминуо је у Београду, 1995. године.
Предавао је и на факултетима у Приштини, Тузли, Скопљу, Крагујевцу и Нишу.

## Радови
Обавио је више од 40 научних радова, монографију Sur les systèmes en involution des équations aux dérivées partielles du premier ordre et d'ordre supérieur. L'application des systèmes de Charpit, универзитетске уџбенике Аналитичка геометрија, Теорију обичних диференцијалних једначина, скрипта Парцијалне и интегралне једначине и средњошколски уџбеник Алгебра за I разред гимназије.